# برمجيات مفتوحة المصدر

شعار مبادرة المصدر المفتوح (OSI)

البرمجيات المفتوحة المصدر هي البرمجيات التي يمكن الاطلاع والتعديل على شفرتها البرمجية باستخدام ترخيص يَمنحُ فيه المالك حقوق الدراسة، التعديل والتوزيع لأي شخص ولأي غرض كان.
يمكن تطوير البرامج مفتوحة المصدر بطريقة تعاونية أي أنه بإمكان أي شخص المشاركة والمساهمة في تطويرها، على العكس من البرمجيات الاحتكارية التي لا تتيح الوصول والتعديل على الشيفرة البرمجية إلا للشخص أو الفريق أو المنظمة التي أوجدت هذه الشيفرة.
يمكن أن يؤدي تطوير البرمجيات مفتوحة المصدر إلى الحصول على منظورات متنوعة أكثر من تلك الناتجة عن شركة واحدة فقط. بيّن تقرير لمجموعة ستانديش الدولية أن اعتماد نماذج البرمجيات مفتوحة المصدر أدى إلى توفير نحو 60 مليار دولار أمريكي (48 مليار يورو) سنويًا على المستهلكين.

## تاريخها

### أواخر تسعينيات القرن العشرين: تأسيس مبادرة مفتوحة المصدر
تشارك المبرمجين والمطورين في الأيام المبكرة للحوسبة البرمجيات كي يتعلموا من بعضهم ويطوروا مجال الحوسبة. في نهاية المطاف، انتقل مفهوم المصدر المفتوح إلى الجانب التجاري من تسويق البرمجيات في الفترة بين عامي 1970-1980. لكن مع ذلك تعاون الأكاديميون لتطوير البرمجيات. على سبيل المثال نظام دونالك نوث لتنضيد الحروف تيكس (TeX) في عام 1979 أو ريتشارد ستالمان في عام 1983 من خلال نظام التشغيل جنو (GNU). في عام 1997، نشر إيريك ريموند مقالًا بعنوان الكاتدرائية والبازار، وهو تحليل انعكاسي لمجتمع القراصنة ومبادئ البرمجيات الحرة. لفت المقال الانتباه في بدايات عام 1998، وكان عاملًا مساهمًا في تحفيز شركة نتسكيب للاتصالات لإطلاق طقم الإنترنت المعروف نيتسكيب كوميونيكيتر برمجيات حرة. لذا أصبحت هذه الشيفرة المصدرية أساسًا لمشروع سي منكي، ومتصفح موزيلا فايرفوكس، وبرنامج ثندربرد، ومحرر كمبوزر.
دفعت تقانة نتسكيب رايموند وآخرين إلى النظر في كيفية الحصول على أفكار البرمجيات الحرة لمؤسسة البرمجيات الحرة والفوائد الملموسة لصناعة البرمجيات التجارية. خلصوا إلى أن النشاط الاجتماعي لمؤسسات البرمجيات الحرة لم يكن جذابًا بالنسبة لشركات مثل نتسكيب، وبحثوا عن طريقة لإعادة تسمية حركة البرمجيات الحرة للتأكيد على قدرة الشركات على المشاركة والتعاون في الشيفرة المصدرية للبرمجيات. كان المصطلح الجديد الذي اختاروه هو «المصدر المفتوح»، الذي اعتُمد بعد فترة قصيرة من قبل بروس بيرينز، والناشر تيم أوريلي، ولينوس تورفالدس وآخرين. تأسست مبادرة المصدر المفتوح في شهر فبراير عام 1998 للتشجيع على استخدام المصطلح الجديد، والتبشير بمبادئ المصدر المفتوح.
في الحين الذي سعت فيه مبادرة المصدر المفتوح إلى التشجيع على استخدام المصطلح الجديد والتبشير بالمبادئ التي يدعو إليها، وجد بائعوا البرمجيات التجارية أنفسهم مهددين بشكل متزايد بمفهوم البرمجيات الموزعة بشكل حر والوصول الشامل إلى الشيفرة المصدرية لتطبيق ما. صرح مدير تنفيذي في شركة مايكروسوفت بشكل علني في عام 2001 أن «المصدر المفتوح مدمر للملكية الفكرية. لا يمكنني أن أتخيل شيئًا يمكن أن يكون أسوأ من هذا لشركات البرمجيات وشركات الملكية الفكرية».
من ناحية أخرى، في الحين الذي لعبت فيه البرمجيات الحرة ومفتوحة المصدر تاريخيًا دورًا خارج الاتجاه السائد لتطوير البرمجيات الخاصة، فإن الشركات الكبيرة المشابهة لشركة مايكروسوفت بدأت بتطوير مشاركاتها الرسمية مفتوحة المصدر على شبكة الإنترنت. شركات آي بي إم، وأوراكل وغوغل وستيت فارم ليست سوى عدد قليل فقط من الشركات التي دعمت بشكل كبير منافسة السوق مفتوحة المصدر اليوم. حدث تحول كبير في فلسفة الشركات المتعلقة بتطوير البرمجيات الحرة ومفتوحة المصدر. أُطلقت حركة البرمجيات الحرة في عام 1983. في عام 1998، قال مجموعة من الأفراد إن مصطلح البرمجيات الحرة يجب أن يُستعاض عنه بمصطلح البرمجيات مفتوحة المصدر (أو إس إس) باعتباره تعبيرًا أقل غموضًا وأكثر راحةً في عالم الشركات. يمكن أن يرغب مطوروا البرمجيات بنشر برمجياتهم بترخيص مفتوح المصدر، كي يتمكن أي من تطوير البرامج نفسها أو فهم طريقة عملها الداخلية. عمومًا، في البرمجيات مفتوحة المصدر، يستطيع أي أحد أن يجري تعديلات عليها، أو نقلها إلى نظام تشغيل جديد ومجموعة تعليمات جديدة، ومشاركتها مع آخرين أو حتى تسويقها في بعض الحالات. أشار الباحثان كيسون ورايان إلى عدة أسباب مستندة إلى السياسة لاعتماد المصدر المفتوح- بشكل خاص افتراض القيمة المرتفعة الناتجة عن المصدر المفتوح (عند مقارنتها بأغلب أشكال الملكية)، من خلال التصنيفات التالية:
- الأمان.
- القدرة على تحمل التكاليف
- الشفافية.
- الدوامية.
- التوافقية.
- المرونة.

التحويل إلى مواصفات محلية، خاصةً في سياق الحكومات المحلية (التي تتخذ قرارات البرمجيات). ناقش كيسون ورايان فكرة أنه «يقع على عاتق الحكومات مسؤولية متأصلة وواجبات ائتمانية تجاه دافعي الضرائب» تشمل التحليل الدقيق لهذه العوامل عند اتخاذ قرار شراء برمجيات خاصة أو تطبيق خيار المصدر المفتوح.
يطرح تعريف المصدر المفتوح فلسفة المصدر المفتوح ويحدد أيضًا شروط الاستخدام، والتعديل وإعادة توزيع البرمجية مفتوحة المصدر. تمنح تراخيص البرمجيات للمستخدمين حقوقهم أو سيُحافَظ عليها بطريقة أخرى من خلال قانون حقوق النشر الممنوح لصاحب حقوق النشر. كانت العديد من تراخيص البرمجيات مفتوحة المصدر مقيدة بحدود تعريف المصدر المفتوح. أبرز الأمثلة على ذلك واشهرها رخصةُ جنو العمومية (جي بي إل)، «التي تسمح بالتوزيع الحر تحت شرط أن توضع المزيد من التطورات والتطبيقات تحت الرخصة ذاتها»، لذا تكون حرة أيضًا.
جاءت تسمية المصدر المفتوح من جلسة إستراتيجية انعقدت في تاريخ 7 أبريل، 1998 في بالو آلتو وكانت بمثابة رد فعل على إعلان شركة نتسكيب في يناير عام 1998 عن إطلاق الشيفرة المصدرية للنافيغاتور (يشبه متصفح موزايلا). شملت مجموعة الأشخاص الموجودين في الجلسة تيم أوريلي، ولينوس تورفالدس وتوم باكين، وجيمي زاونسكي، ولاري وول، وبرايان بيهليندورف، وسمير باريخ، وإيريك ألمان، وغريغ أوسلون، وبول فيكسي، وجون آوترهوت، وغويدو فان روسوم، وفيليب زيمر مان، وجون غيلمور وإيريك إس. ريموند. استغلوا الفرصة قبل إطلاق الشيفرة المصدرية للنافيغاتور لتوضيح الالتباس المحتمل الذي سيسببه غموض كلمة «حر-Free» في اللغة الإنجليزية.
ادعى العديد من الأشخاص أن نشوء الإنترنت، منذ عام 1969، هو الذي بدأ حركة المصدر المفتوح، في الحين الذي لا يفرق فيه البعض بين حركات البرمجيات مفتوحة المصدر وحركات البرمجيات الحرة.
بدأت مؤسسة البرمجيات الحرة (إف إس إف) في عام 1985، وكان الهدف المرجو من كلمة «حر» هو حرية التوزيع (أو «حر مثلما يُقصد بها في حرية التعبير») وليس معنى التحرر من التكلفة أو «مجاني مثل المعنى المقصود في بيرة مجانية»). نظرًا إلى أن الكثير من البرامج كانت بالفعل مجانية (وما تزال)، فإن برمجيات حرة مثل هذه أصبحت مرتبطة بفكرة أنها مجانية، وبدت بذلك أنها غير تجارية.
تأسست مبادرة المصدر المفتوح (أو إس آي) في فبراير عام 1998 من قبل إيريك ريموند وبروس بيرينس. مع وجود 20 عامًا على الأقل من الأدلة من تاريخ الحالة الذي يوثق تطوير البرمجيات المغلق في مقابل التطوير المفتوح الذي وفره مسبقًا مجتمع مطوري الإنترنت، فقد طرحت مبادرة المصدر المفتوح مسألة «المصدر المفتوح» إلى الشركات التجارية، مثل شركة نتسكيب. أعربت مبادرة المصدر المفتوح عن أملها باستخدام تسمية «المصدر المفتوح»، وهو مصطلح اقتُرح من قبل كريستين بيترسون من معهد فورسايت في الجلسة الاستراتيجية، وسوف يزيل الغموض، وذلك بشكل خاص بالنسبة للأفراد الذين يعتبرون «البرمجيات الحرة» غير تجارية. سعوا إلى إبراز الفوائد العملية بشكل أكبر للشيفرة المصدرية المتاحة مجانًا، وأرادوا جعل شركات البرمجيات الكبرى والصناعات عالية التقنية تستخدم المصدر المفتوح. حاول بيرينس تسجيل «المصدر المفتوح» على أنه علامة خدمة لمبادرة المصدر المفتوح، لكن هذه المحاولة كانت غير قابلة للتنفيذ بسبب معايير العلامات التجارية. في الوقت نفسه ونتيجة عرض ريموند للورقة البحثية على الإدارة العليا في شركة نتسكيب -اكتشف ريموند ذلك فقط عندما قرأ البيان الصحفي واستُدعي من قبل المساعد الخاص بالمدير التنفيذي لشركة نتسكيب جيم باركسديل لاحقًا ذلك اليوم- فقد أطلقت شركة نتسكيب الشيفرة المصدرية للنافيغاتور الخاص بها لتكون مصدرًا مفتوحًا وحصدت نتائج إيجابية.

## التعريفات
(OSI):(بالإنجليزية: The Open Source Initiative)‏ التعريف معترف به من قبل الحكومات دوليا كتعريف موحد أو بحكم الواقع.
بالإضافة إلى ذلك، فقد تعهد العديد من أكبر مشاريع البرمجيات حرة المصدر في العالم بما في ذلك دبيان، وجمعية دروبال ومؤسسة FreeBSD بالإضافة إلى مؤسسة لينكس ومؤسسة موزيلا ثم مؤسسة ويكيميديا ومؤسسة ووردبريس بدعم من مبادرة المصدر المفتوح من خلال اتفاقية الشراكة التابعة لنفس المبادرة.

## شركات تستخدمها
- ويكيميديا
- أوشاهيدي